# Brötchen

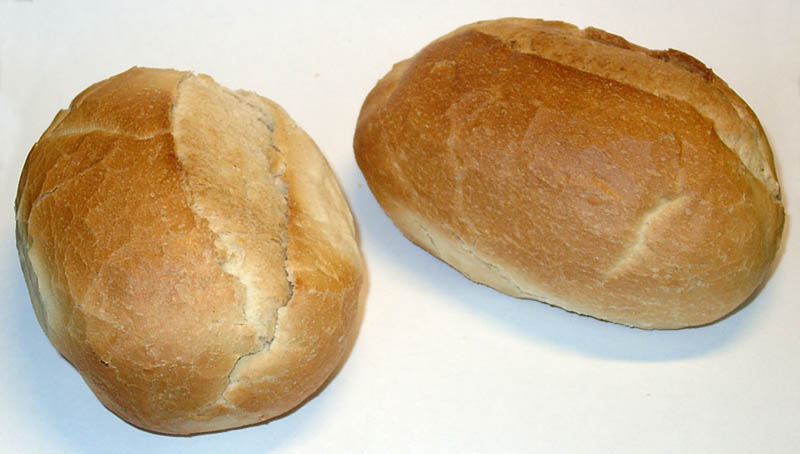
Típics Brötchen llestos per ser emprats en un esmorzar alemany

Brötchen (en alemany significa literalment panet brot = pa i -chen el sufix diminutiu). Aquest panet sol denominar també com Semmel. És un típic pa servit en els esmorzars i en els llocs de carrer en prendre una salsitxa alemanya tal com pot ser un bratwurst (salsitxa rostida) o una brühwurst (salsitxa cuita). És fàcil de trobar en gairebé qualsevol forn d'Alemanya. Aquest panet té moltes variants de la zona d'Alemanya i sol canviar en ingredients i en la forma. S'elabora amb farina de blat simplement o amb farina de sègol. La forma d'aquest pa és similar a la d'un puny i la seva superfície sol estar coberta d'una cruixent crosta recoberta de llavors.

## Elaboració
L'elaboració tradicional d'aquest panet és llarga. Comença amb l'elaboració de la massa, que ha de reposar prop de 20 hores, de manera que els microorganismes en la farina i el llevat puguin proporcionar les aromes i l'adequada consistència a la massa. Fins a mitjan segle XX els brötchen eren considerats com un article de luxe, per això una família alemanya mitjana només menjava aquests panets un cop per setmana.

## Denominacions regionals
Existeixen variants del nom Brötchen que depèn de la zona d'Alemanya, d'aquesta forma es té que s'anomena:
- Semmel (del llatí: similars = farina de blat, i ocasionalment l'assiri samidu = farina blanca) es troba a Baviera, Àustria, part de Saxònia i Saxònia-Anhalt
- Wecker (-e/-en), Weckl En tot Baden-Württemberg, al Pfalz i Südhessen.
- Weggli, Weggen a Suïssa
- Rundstück a Slesvig-Holstein], Hamburg i en la part nord de Niedersachsen (Baixa Saxònia).[4]
- Schrippe a Berlín, Brandenburg, Kirn, en la part oest de Suïssa i Sylt.
- Kipf, kipfl (-a/-e), laabla (laiblein), stella a Francònia.

## Variacions regionals

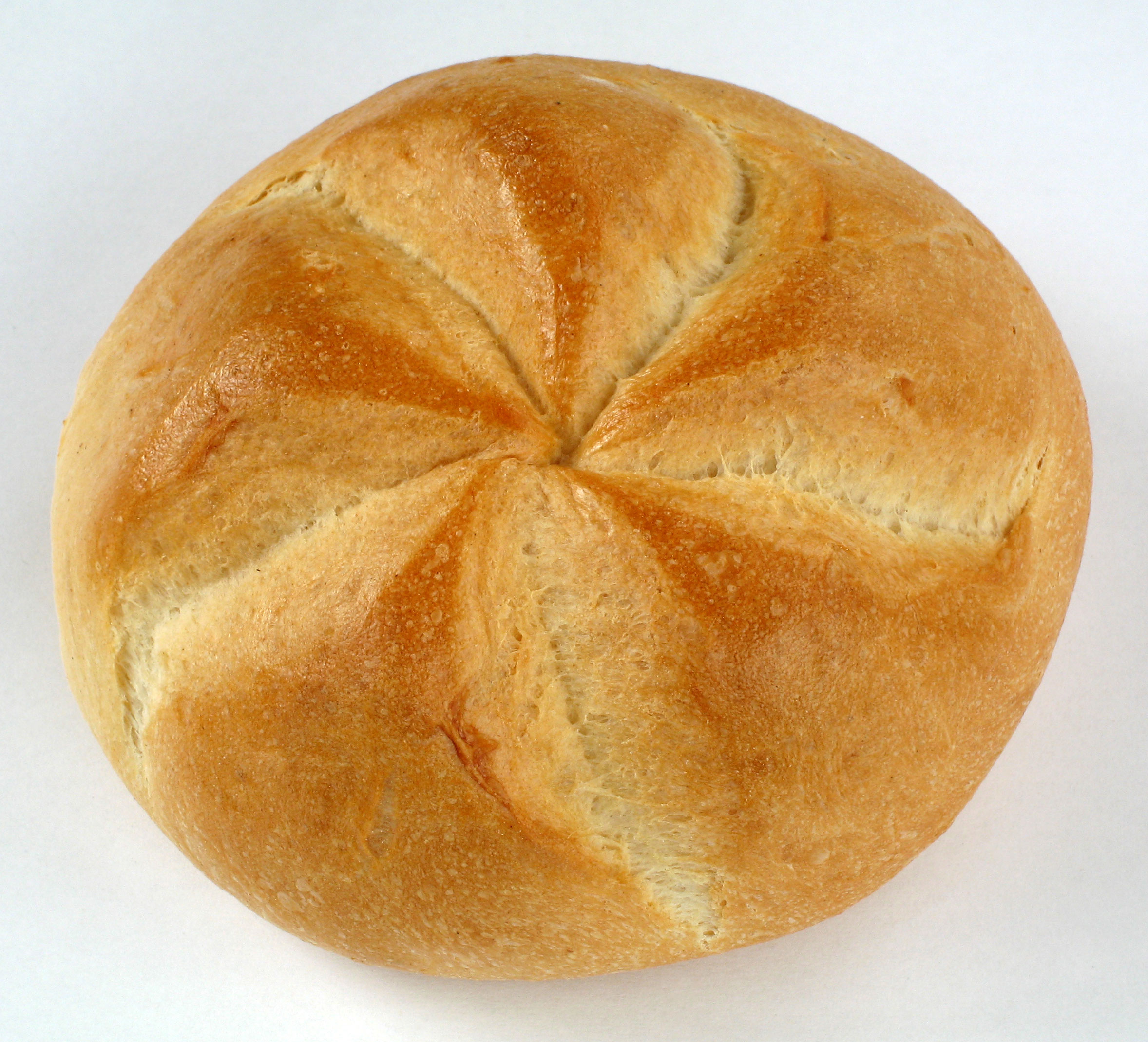
Kaisersemmel

Existeixen nombroses variants regionals dels brötchen, i es pot dir que cada regió té una característica que la caracteritza.
- Hörnchen. En alemany significa banyeta i és així a causa de la seva forma de banya, és una mena de panet lleugerament dolç hbrötchenteig. Hi ha aquest panet a la República Txeca i en Eslovàquia. A Alemanya hi ha exemples d'aquest panet a Sachsen i Rheinland-Pfalz. en moltes regions com per exemple en el Rheinland de vegades es troba amb comí, grans de sal o altres ingredients.[2]
- Kaisersemmel es troben a Àustria, Suïssa i el sud d'Alemanya. Es componen de farina refinada de blat i solen contenir una espècie de figura espiral en la part superior.
- Knauzen es tracta d'un panet especial elaborat de farines de espelta i blat. És una especialitat coneguda de oberschwaben Biberach. El sabor especial prové de la seva elaboració artesanal i la seva fermentació que dura prop de 20 hores.
- Knüppel a l'Estat Lliure de Saxònia i Brandenburg són panets de forma allargada (eingeschlagenes) amb la seva part de la seva pasta barrejada amb una mica de mantega.
- La konduktsemmel existeix a la Alta Àustria i se solen servir a l'hora de dinar (mahlzeit) després d'un enterrament. Sol ser un panet de grandària mitjana amb una mica de comí i anís en la seva superfície.
- Langsemmel al Steiermark es coneix com una variant de panet de farina. Té una forma ovalada.
- Laugensemmel (Laugenwecken) molt coneguda al sud d'Alemanya. Té un sabor característic sol servir amb grans de sal sobre la seva superfície.
- Partyrad a Rheinland-Pfalz. La majoria dels panets solen contenir llavors de rosella, sèsam, comí. La majoria tenen forma de flor.
- Röggelchen a Colònia és elaborat amb una farina 5% de sègol i sol menjar-se amb els halvar hahn amb gouda en els restaurants. Se solen fer al forn en parelles de panets.
- Schrippe a Berlín, parts de Brandenburg, Francònia, Kirn i a Sylt.
- Schusterjunge a Berlín, s'elabora de farina barrejada amb sègol. Té una pasta de color fosca, i és reconegut com el panet que més temps roman a punt per menjar.
- Semmel a l'Estat Lliure de Saxònia i Francònia s'ofereix aquest panet sovint unit en dues parts (doppelsemmel).
- Stollen és un panet una mica allargat i gran, decorat la majoria de les vegades amb anís. A Oberfranken se solen servir entre dues o tres kulmbacher bratwurst.
- Strohsemmel es tracta d'una espeie de panet de llet, cuinat amb aire calent. Aquest panet és molt conegut a la ciutat de Lemgo.
- Wasserweck, a Frankfurt del Main i Renània-Palatinat. Elaborat de farina, Sal i Aigua. La seva forma és rodona.
- Zeilensemmel es troba en Steiermark es compon d'una cadena de sis panets.

## Altres gastronomies
A Àustria és especial l'anomenat kaisersemmel (el panet de l'emperador) conegut també en Suïssa així com en el sud d'Alemanya. Aquest panet s'elabora amb una massa normal de pa blanc i abans d'introduir-al forn es realitzen cinc traces en forma d'espiral.
Es poden trobar aquests brötchen (panets) en les gastronomies d'altres països europeus, per exemple a Croàcia i a Eslovènia es coneixen com a Kajzerica, a Polònia es denominen Kajzerka .